# Charles Jenkins
Charles Lamont "Charlie" Jenkins (Nova York, 7 de janeiro de 1934) é um ex-velocista e campeão olímpico norte-americano.
Campeão nas 440 jardas da Amateur Athtletic Union (AAU) em 1955, chegou a Melbourne 1956 longe do favoritismo e quase não conseguiu chegar à final do 400 m, classificando-se em terceiro lugar nas eliminatórias e na semifinal. Na final, porém, com uma impressionante chegada, conquistou a medalha de ouro sobre os favoritos com a marca de 46s7; no último dia de competições, ganhou um segundo ouro integrando o revezamento 4x400 m junto com Lou Jones, Jesse Mashburn e Tom Courtney.
Seu filho, Charles "Chip" Jenkins Jr., treinado vários anos por ele depois que se tornou técnico de atletismo, foi reserva do 4x400 m americano que conquistou a medalha de ouro em Barcelona 1992, e assim também fez juz ao ouro, sendo o único caso em Olimpíadas que pai e filho ganharam medalhas de ouro na mesma prova.